# 다카스진샤 정류장
다카스진샤 정류장(일본어: 高須神社停留場, たかすじんしゃていりゅうじょう)은 일본 오사카부 사카이시 사카이구에 있는 한카이 전기 궤도의 정류장이다. 역 번호는 HN17이다.
"신사"의 독음은 "じんじゃ"이 아닌 "じんしゃ"이며, 차내 방송에도 그렇게 방송되지만 유래는 불명이다.

## 역사
- 1911년 12월 1일: 한카이 전기 궤도의 역으로 개업.
- 1915년 6월 21일: 회사 합병으로 난카이 철도의 역이 됨.
- 1944년 6월 1일: 회사 합병으로 긴키 닛폰 철도의 역이 됨.
- 1947년 6월 1일: 노선 양도로 인하여 난카이 전기철도의 역이 됨.
- 1980년 12월 1일: 사업 양도로 인하여 한카이 전기 궤도의 정거장이 됨.

## 정류장 구조
상대식 승강장 2면 2선에 아비코미치 방향에 수동식의 상하 건늠선이 있다. 본 정류장에서 사카이 시가지로 들어가는데, 오미치스지에서 동쪽으로 2초메, 10초메의 서쪽을 따라 신설 궤도상에 플랫폼이 있다.

## 역 주변
- 다카스 신사 - 사카이 구 기타하나초히가시 3-5
  - 역명의 유래가 된 신사로 본 정류장의 북동쪽에 인접한다.
- 한신 고속 15호 사카이 선

## 사진

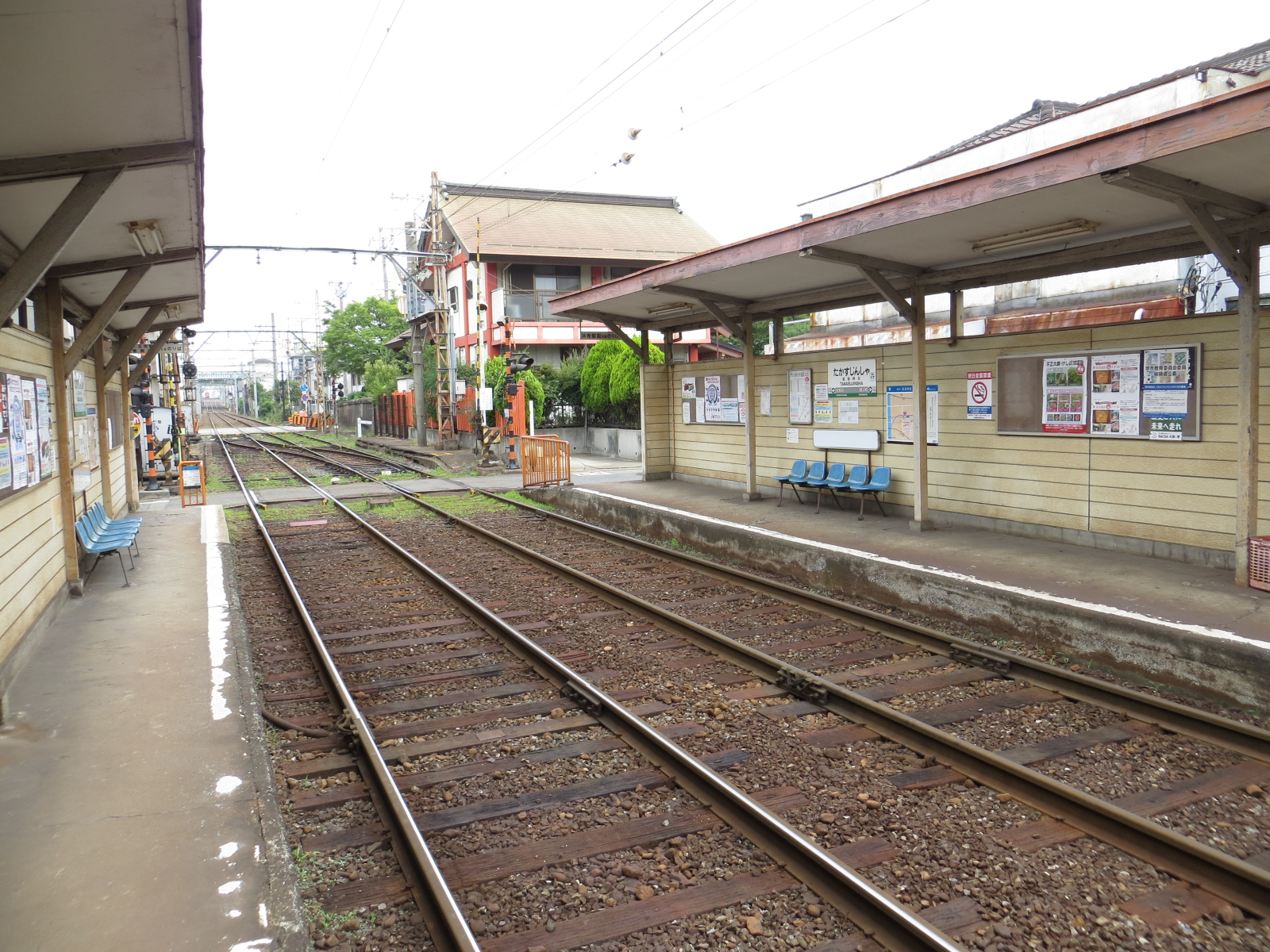
하마데라에키마에 방향 플랫폼
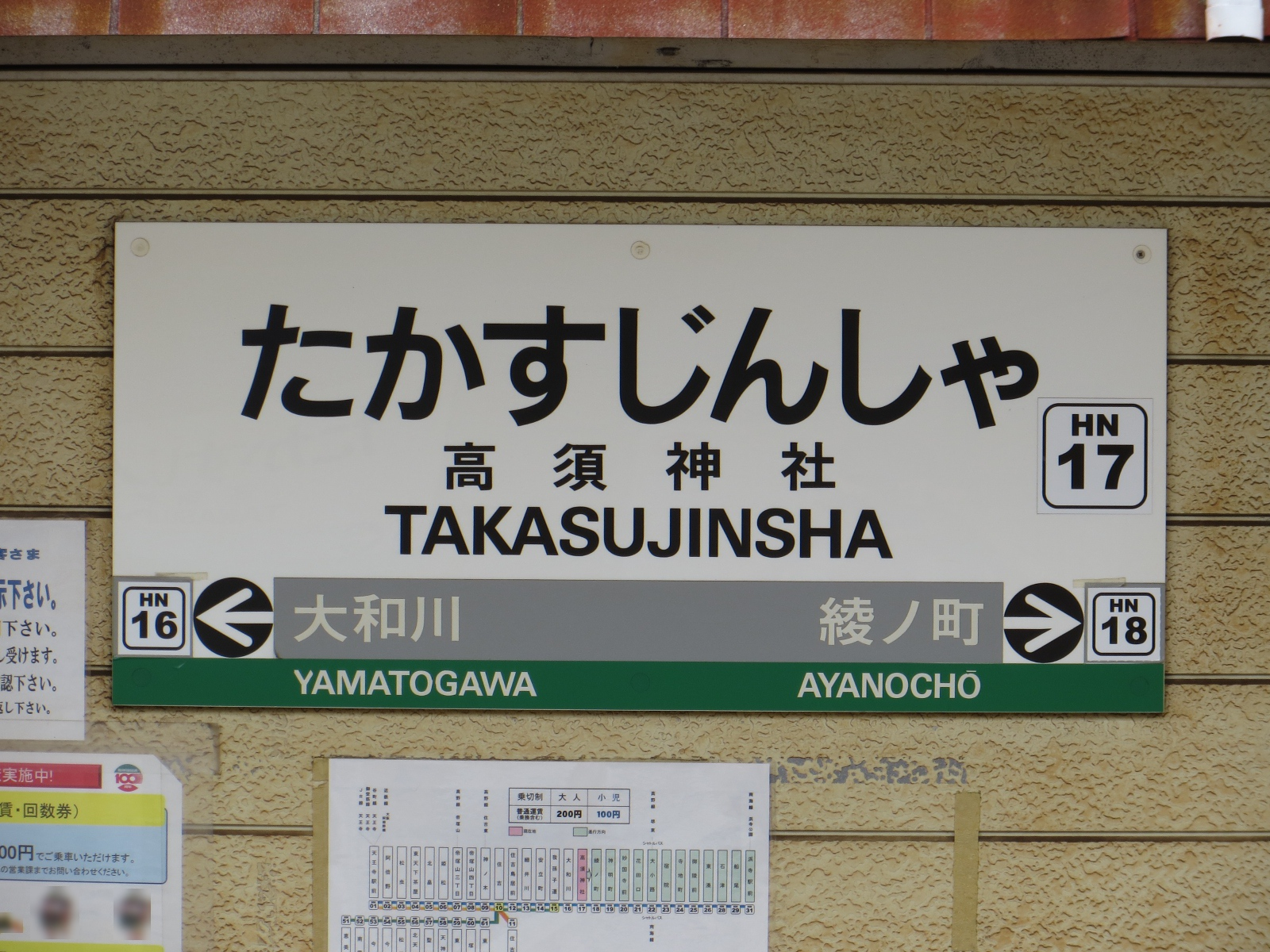
역명판

## 인접역
| 한카이 전기 궤도 ■ 한카이 선  | 한카이 전기 궤도 ■ 한카이 선 | 한카이 전기 궤도 ■ 한카이 선        |
| ----------------------------- | ---------------------------- | ----------------------------------- |
| HN16 야마토가와 에비스초 방면 |                              | 아야노초 HN18 하마데라에키마에 방면 |